# Východní rity

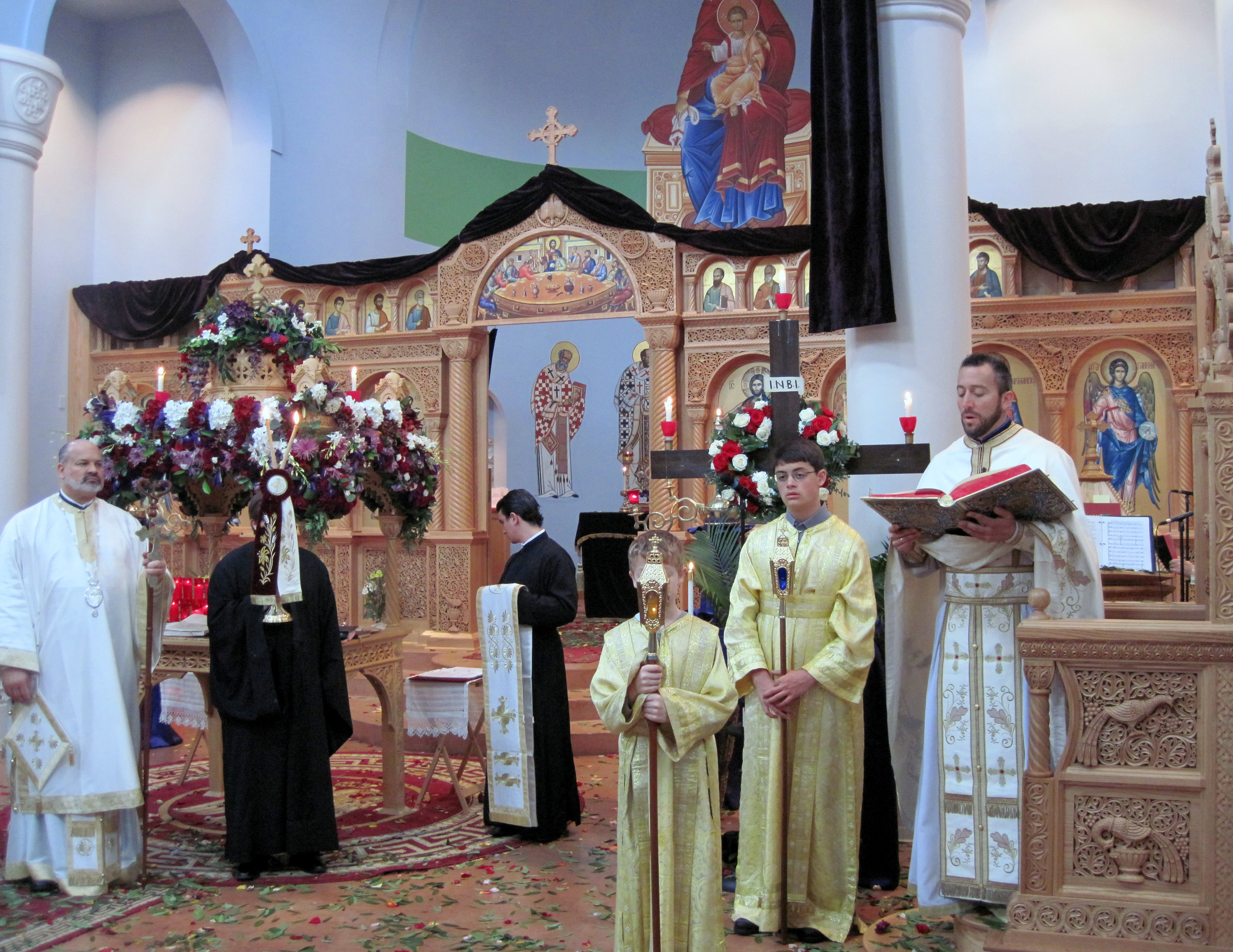
Božská liturgie svatého Jana Zlatoústého (byzantský ritus)

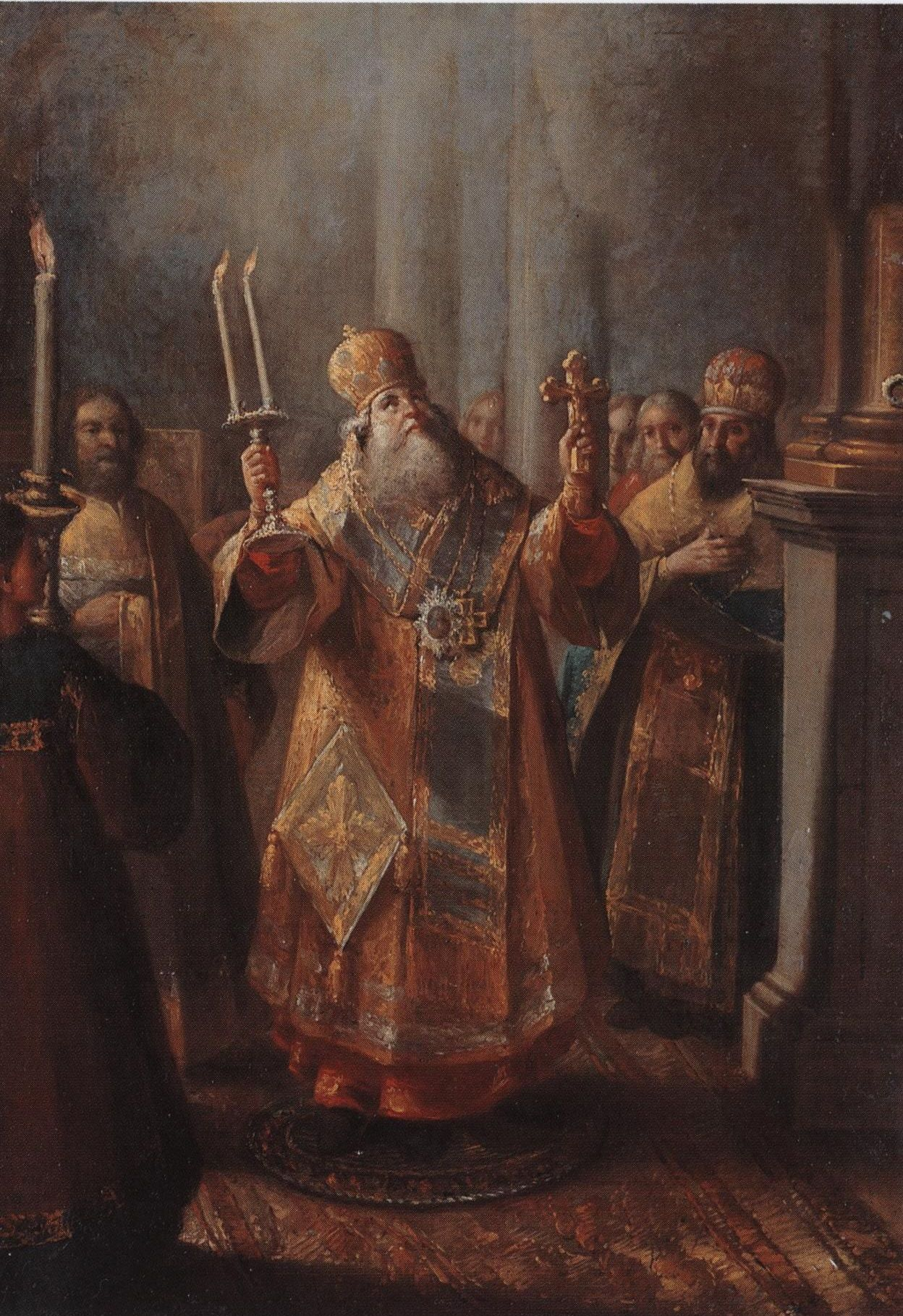
Pravoslavný biskup při božské liturgii (Ivan Belsky, 1770)

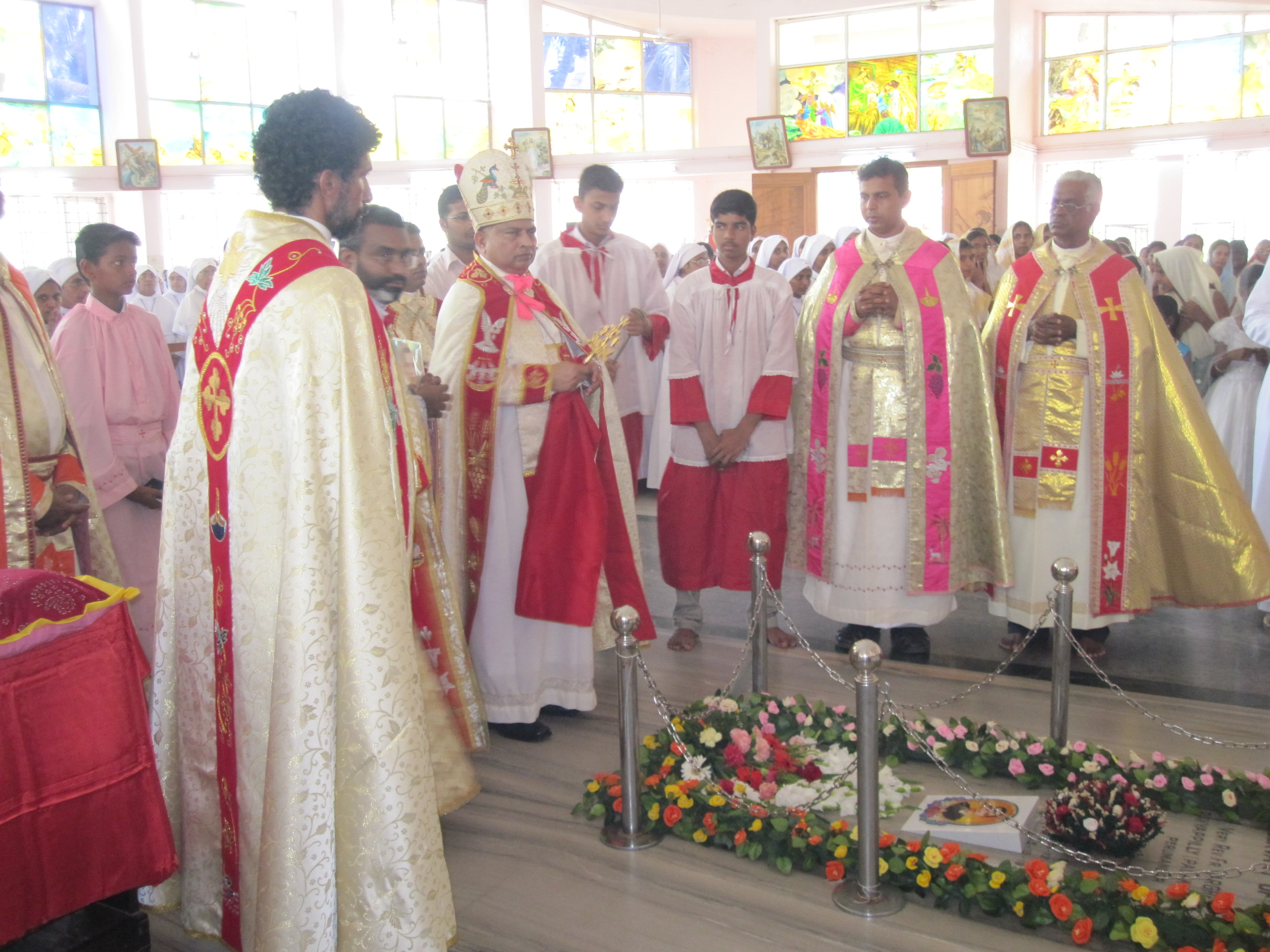
Svěcení kostela ve východosyrském ritu

Východní rity zahrnují byzantský, arménský, etiopský, koptský, malabarský, malankarský, maronitský, východosyrský a západosyrský ritus. 

## Charakteristika
Často se však pojmem východní ritus rozumí především byzantský ritus. Nepatří mezi ně zejména římský ritus, který je (např. spolu s dominikánským či karmelitánským ritem) jeden ze západních ritů.